# Werner Schwab
Werner Schwab (4. února 1958 Štýrský Hradec – 1. ledna 1994 Štýrský Hradec) byl rakouský dramatik a vizuální umělec.

## Životopis
Uměleckou kariéru začal jako výtvarník. Ve Štýrském Hradci nejprve navštěvoval školu uměleckých řemesel, kde také poznal svou budoucí ženu Ingeborg Orthofer. V letech 1978 až 1982 studoval sochařství na Akademii výtvarných umění ve Vídni. V osmdesátých letech se živil jako sochař a dřevař. Deset let strávil na venkovské farmě, kam se se svou ženou přestěhoval a kde se jim narodil syn Vincenc.
Jeho první hra Prezidentky (Die Präsidentinnen) byla uvedena v roce 1990 ve vídeňském divadle Künstlerhaus. Od té doby až do své smrti, která nastala o čtyři roky později, napsal patnáct divadelních her.
Jeho dílo se blíží žánru grotesky, často překračuje společenská tabu a obsahuje témata jako skatologii a sex. Obnovil tradici německého expresionismu. Jeho hry jsou plné obrazů surrealistického násilí a degradace a navazují na rakouskou tradici černé komedie. Schwab pojímal divadlo jako anti-buržoazní.
Využíval textových koláží a intertextuality. Jeho hra Troilluswahn und Cressidatheater z roku 1995 posunula Shakespearovu hru Troilus a Kressida do groteskního žánru. Jeho hry často obsahují neologismy a jsou založeny na jazyku, na překlad do jiných jazyků jsou tudíž velmi obtížné.
Schwab byl těžký alkoholik a tvrdilo se o něm, že své hry psal v noci při poslechu hlasité hudby (zvláště písní skupiny Einstürzende Neubauten, v níž měl přátele). Dne 1. ledna 1994 byl po silvestrovské noci nalezen mrtvý. Zemřel na následky nadměrného požití alkoholu.

## Divadelní hry
- 1990: Die Präsidentinnen
  - česky Prezidentky, překlad Josef Balvín
- 1991: Übergewicht, unwichtig: Unform
  - česky Nadváha, nedůležité: Neforemnost, překlad Tomáš Kafka
- 1991: Volksvernichtung oder Meine Leber ist sinnlos
  - česky Lidumor aneb Má játra beze smyslu, překlad Tomáš Kafka
- 1992: Mein Hundemund
  - česky Můj psímorda
- 1992: Offene Gruben und offene Fenster. Ein Fall von Ersprechen.
- 1992: Mesalliance, aber wir ficken uns prächtig
- 1992: Der Himmel mein Lieb meine sterbende Beute
- 1993: Pornogeographie. Sieben Gerüchte.
  - česky Pornogeografie, překlad Barbora Schnelle a Michal Hába
- 1994: Endlich tot, endlich keine Luft mehr
- 1994: Antiklimax
  - česky Antiklimax, překlad Vlasta Wallatová
- 1994: Faust:: Mein Brustkorb: Mein Helm
  - česky Faust, můj hrudník, má přilba, překlad Tomáš Kafka
- 1995: DER REIZENDE REIGEN nach dem Reigen des REIZENDEN HERRN ARTHUR SCHNITZLER
- 1995: Troilluswahn und Cressidatheater
- 1995: Eskalation ordinär. Ein Schwitzkastenschwank in sieben Affekten
- 1996: Hochschwab: Das Lebendige ist das Leblose und die Musik

## Ocenění
- 1992: Mülheimská cena za drama, za hru Lidumor aneb Má játra beze smyslu